# Anne Barnard
Lady Anne Barnard (née Lindsay le 12 décembre 1750, morte le 6 mai 1825) est une écrivaine, artiste et figure mondaine écossaise. Elle est l'auteure de la ballade Auld Robin Gray. Sa résidence de cinq ans au Cap, en Afrique du Sud a eu, malgré sa brièveté, un impact significatif sur la vie culturelle et sociale de son époque.

## Biographie

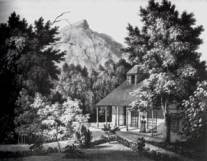
Un exemple de dessin de « Paradise », la résidence sud-africaine d'Anne Barnard.

Anne est née à Balcarres House à Fife ; elle est la neuvième enfant et première fille d'Anne Dalrymple et de James Lindsay, comte de Balcarres. Quand ses parents se marient, son père a 58 ans et sa mère seulement 22 et souffre de cette situation. Elle reporte sa frustration sur ses enfants, en particulier sur Anne, qui ne fait jamais rien de bien à ses yeux. Peut-être est-ce la raison qui pousse Anne Lindsay à décliner plusieurs propositions de mariage, vingt au total. Lorsque, à quelques reprises elle est amoureuse, le mariage ne peut se faire, soit en raison de l'opposition de ses parents, soit à cause du fiancé lui-même, ce qui lui vaut une réputation de coquette,. En 1793, elle s'installe à Londres, où elle rencontre et se marie avec Andrew Barnard, fils de Thomas Barnard, évêque de Limerick, et douze ans plus jeune qu'elle. Il a alors 30 ans et elle, 42. Le mariage est célébré à Saint Georges, Hanover Square à Londres, le 30 octobre 1793, dans la simplicité. La rumeur dit qu'elle s'est mariée en dessous de son rang et qu'il est un aventurier mais le mariage s'est avéré être un mariage d'amour, ce qui est peu courant à cette époque. Son mari n'est pas noble mais elle continue à utiliser son titre de Lady, en tant que fille d'un noble
Elle sollicite ensuite du vicomte Melville un poste. Celui-ci propose à Andrew Barnard un poste salarié de secrétaire du gouverneur au Cap de Bonne-Espérance, qui était alors sous occupation militaire britannique. Ce n'était pas tout à fait ce qu'Anne avait espéré, mais elle finit par déclarer qu'elle accompagnerait son mari.  Les Barnard s'y rendent en mars 1797, et Lady Anne demeure au Cap jusqu'en janvier 1802,,.
Ses lettres adressées à Melville, alors secrétaire à la guerre et aux colonies, et ses carnets de voyages à l'intérieur des terres sont devenus une source importante d'informations sur les gens, les événements et la vie sociale de l'époque. Elle est également connue dans la mémoire populaire comme mondaine, fameuse pour ses réceptions au Fort de Bonne-Espérance en tant qu'hôtesse officielle du comte Macartney,.
La remarquable série de lettres, journaux et dessins qu'elle a produits a été publiée en 1901 sous le titre South Africa a Century Ago. 
En 1806, lors de la reconquête du Cap par les Britanniques, Andrew Barnard est reconduit dans ses fonctions de secrétaire des colonies, mais Lady Anne choisit de rester à Londres plutôt que de l'accompagner. Andrew Barnard meurt au Cap en 1807.
Anne Barnard est alors informée par une lettre du gouverneur Lord Caledon de l'existence d'une fille illégitime que son mari a eue avec une esclave après qu'elle est partie pour Londres. Anne Barnard pardonne l'infidélité de son mari, se reprochant de l'avoir laissé seul. Elle accueille la petite Christina Douglas, dans sa maison au 21 Berkeley Square en 1809. Elle s'occupe aussi de Margaret et Anne Hervey , les filles des deux fils illégitimes qu'Andrew Barnard a eus avant son mariage.
Le reste de la vie d'Anne Barnard se passe à Londres, où elle mène une vie plutôt recluse, se consacrant à l'écriture et au dessin et préparant ses mémoires avec l'aide de Christina. Certains membres de sa famille s'inquiètent de ce que ces mémoires pourraient leur porter préjudice et exigent qu'elles ne soient pas publiées, ce qui est toujours le cas,.
Elle meurt le 6 mai 1825 à son domicile de Berkeley Square. Elle laisse un héritage aux trois filles dont elle a la charge et le reste de ses biens à ses neveux, James et Lindsay,.
Lady Anne est aussi une artiste accomplie; certaines de ses œuvres sont incluses dans ses récits de vie publiés aux XVIIIe et XIXe siècle. Elle est l'auteure de peintures à l'huile et de dessins,.
Le révérend William Leeves révèle en 1812 qu'Auld Robin Gray a été écrit par elle en 1772 et mis en musique par lui-même. Lady Anne ne reconnaît la paternité de cette chanson publiée anonymement en 1783 que deux ans avant sa mort, dans une lettre à Sir Walter Scott (1823), qui l'édite ensuite pour le Bannatyne Club avec deux suites.
Le souvenir de Lady Anne est entretenu de plusieurs façons au Cap. Une salle du château de Good Hope est connue sous le nom de "Salle de bal de Lady Anne Barnard"; une route dans la banlieue de Newlands, où vivaient les Barnards, porte le nom "Lady Anne Avenue", et une sculpture d'elle est exposée dans le hall du centre municipal de Claremont. La maison de campagne des Barnards, The Vineyard, existe toujours et sert d'hôtel,.